# Ștefan Seremi
Ștefan Seremi (n. 3 iunie 1950, Potău, România) a fost un deputat român în legislatura 1990-1992, ales în județul Bihor pe listele partidului FSN. Deputatul Ștefan Seremi a demisionat la 21 aprilie 1992 și a fost înlocuit de deputatul Maria Tirla. 
Deputatul Ștefan Seremi a fost reales în legislatura 2008-2012 pe listele PDL. 